# Neverwhere

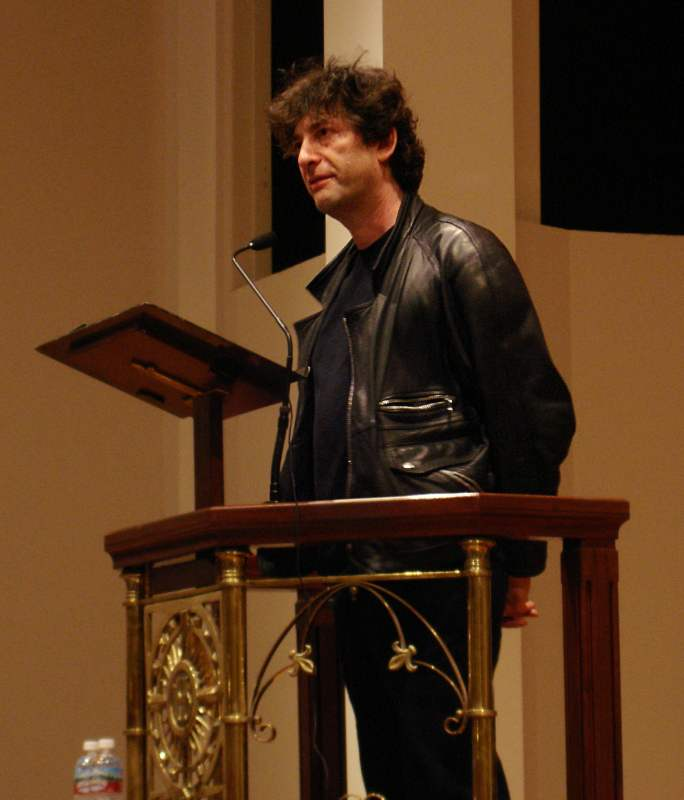
Neil Gaiman (2005)

Neverwhere é uma série de televisão, criada por Neil Gaiman e Lenny Henry, gravada em Londres. Parte da mesma foi gravada no Metropolitano de Londres. Foi ao ar no ano de 1996 pela BBC Two, sob direção de Dewi Humphreys.